# Gnophos similaria
Gnophos similaria är en fjärilsart som beskrevs av Rothschild 1914. Gnophos similaria ingår i släktet Gnophos och familjen mätare. Inga underarter finns listade i Catalogue of Life.